# Stavisky il grande truffatore
Stavisky il grande truffatore (Stavisky...) è un film del 1974 diretto da Alain Resnais.

## Trama
Il 25 dicembre 1933, per ordine del sottoprefetto Antelme, il direttore del credito municipale di Bayonne, Gustave Tissier, viene arrestato per frode e messa in circolazione di falsi titoli al portatore, per un ammontare di 25 milioni di franchi. Si scopre rapidamente che l'arrestato era l'esecutore del disegno del fondatore dell'istituto di credito, Serge Alexandre Stavisky, che aveva organizzato la frode con la complicità del deputato sindaco di Bayonne Dominique-Joseph Garat (che alla fine della vicenda riceverà una condanna a due anni di reclusione). Stavisky era stato inquisito a più riprese per frode negli anni precedenti. A seguito dell'arresto, in ragione degli stretti legami tra gli inquisiti e varie personalità pubbliche, il sottoprefetto Antelme viene rimosso.
Ciononostante l'inchiesta, guidata da Albert Prince, capo della sezione finanziaria della procura di Parigi, permette di scoprire le numerose relazioni di Stavisky con gli ambienti della polizia, della stampa e della giustizia: avevano approfittato della sua generosità il deputato Gaston Bonnaure, il senatore René Renoult, il ministro delle colonie ed ex guardasigilli Albert Dalimier, i direttori di giornali Dubarry e Aymard; il procuratore generale Pressard, fratellastro del presidente del consiglio Camille Chautemps, aveva fatto in modo che i precedenti processi contro Stavisky fossero rinviati indefinitamente. Molte personalità contavano sul silenzio del beau Sacha, per cui, quando la polizia trova agonizzante Stavisky in uno chalet di Chamonix, l'8 gennaio 1934, tutti si chiedono se si tratti di un suicidio o di un delitto.

## Produzione
L'affaire Stavisky è stata una crisi politico-economica che ebbe luogo in Francia a partire dal gennaio del 1934, a seguito del decesso in circostanze misteriose di Alexandre Stavisky, detto le beau Sacha: la sceneggiatura di Semprun evidenzia la crisi di un regime instabile per il sospetto di corruzione dei vertici repubblicani; lo scandalo, in effetti, contribuì alla caduta del governo di Camille Chautemps e allo scatenamento dei moti antiparlamentari del 6 febbraio 1934.

## Accoglienza critica
Presentato in concorso alla 27ª edizione del Festival di Cannes, la pellicola ricevette recensioni negative da parte della critica. Jean-Paul Bemondo, co-produttore della pellicola, manifestò successivamente il suo rammarico per la cattiva accoglienza critica. 
Malgrado la pessima accoglienza, il film ottenne un buon successo al botteghino.

## Riconoscimenti
- National Board of Review Awards 1974
  - Miglior film straniero